# Gustavo Badell Pesamosca
Gustavo Badell Pesamosca (Montevideo, Uruguay, 1 de agosto de 1968) es un exfutbolista uruguayo. Jugaba de defensa y militó en distintos equipos de Uruguay, Paraguay, Chile y Ecuador.

## Trayectoria
Se inició en las divisiones inferiores del Club River Plate de Montevideo. El año 1987 pasó a Huracán Buceo, equipo por el cual debutó en Primera División en 1989.  Con el mismo equipo descendió a la segunda división en 1991 y ascendió al siguiente año.  
Gustavo Badell es padre de la también futbolista, Yamila Badell.  

## Clubes
| Club              | País     | Año       |
| ----------------- | -------- | --------- |
| Huracán Buceo     | Uruguay  | 1989-1992 |
| Colo-Colo         | Chile    | 1993      |
| Emelec            | Ecuador  | 1993      |
| Nacional          | Uruguay  | 1994-1996 |
| Huracán Buceo     | Uruguay  | 1997      |
| Rampla Juniors    | Uruguay  | 1998      |
| Danubio           | Uruguay  | 1999-2000 |
| Olimpia           | Paraguay | 2000      |
| Huracán Buceo     | Uruguay  | 2001      |
| Central Español   | Uruguay  | 2002      |
| Deportivo Colonia | Uruguay  | 2003-2004 |
| Rampla Juniors    | Uruguay  | 2005      |
| Fénix             | Uruguay  | 2006      |
| Bella Vista       | Uruguay  | 2006-2007 |